# Allomyces
Allomyces E.J. Butler – rodzaj grzybów należący do rodziny Blastocladiaceae.

## Systematyka i nazewnictwo
Pozycja w klasyfikacji według Index Fungorum: Blastocladiaceae, Blastocladiales, Incertae sedis, Blastocladiomycetes, Incertae sedis, Blastocladiomycota, Fungi.
Synonim: Septocladia Coker & F.A. Grant 1922.

## Niektóre gatunki
- Allomyces anomalus R. Emers. 1941
- Allomyces arbusculus E.J. Butler 1911
- Allomyces catenoides Sparrow 1964
- Allomyces cystogenus R. Emers. 194
- Allomyces javanicus Kniep 1929
- Allomyces kniepii Sörgel 1937
- Allomyces macrogynus (R. Emers.) R. Emers. & C.M. Wilson 1954
- Allomyces moniliformis Coker & Braxton 1926
- Allomyces neomoniliformis Indoh 1940
- Allomyces reticulatus R. Emers. & J.A. Robertson 1974
- Allomyces strangulata Minden 1916

Wykaz gatunków i nazwy naukowe na podstawie Index Fungorum. Obejmuje on tylko gatunki zweryfikowane o potwierdzonym statusie. Oprócz wyżej wymienionych na liście Index Fungorum znajdują się gatunki niezweryfikowane.
.